# The way of peace
The Way of Peace es una historia corta de Bram Stoker que se publicó en 1909 en la revista británica Everybody’s Story. La historia se publicó después en 1989 en el diario The Bram Stoker Society Journal no. 1.

## Sinopsis
La historia habla del narrador que visita al matrimonio Hinnessey por recomendación del Lord Killendell para conocer el secreto de su éxito como la pareja más feliz del condado. La historia se describe en un diálogo entre el protagonista y la pareja, quienes van narrando cómo fue que se conocieron y enamoraron. Los diálogos descritos por Michael y Katty son una mezcla de humor y sabiduría en donde recuerdan sus inicios de pareja. Ellos comparten que no buscan ningún camino en particular, buscan no tener expectativas. La historia continúa con la descripción de su vida constantemente dejan en suspenso al protagonista. Hasta el final, le platican al protagonista que una ocasión Michael quería asistir a una feria pero Katty se oponía. Después de un momento en discordia, ambos llegan a un acuerdo. El matrimonio revela que asimilaron el valor del bienestar en el otro  y que ese es el secreto de su felicidad.

## Personajes
- Michael Hennessy: es un anciano dueño de una granja. Esposo de Katty, tiene un acento irlandés con el cual hace comentarios humorísticos.
- Katty Hennessey: es una anciana que vive en la granja con su esposo Michael. También tiene un acento irlandés con el cual comparte su historia con el narrador.
- Lord Killendell: es un lord del condado quien recomienda al narrador ir a hablar con el matrimonio Nennessey para conocer el secreto de su éxito como pareja.
- Lady Killendell: esposa de lord Killendell es descrita por el narrador como alguien amable hacia él.
- Narrador: es un joven que, por sugerencia de Lord Killendell y su esposa, visita al matrimonio Hennessey.